# Only (single)
Only is een muzieksingle van de Amerikaanse rapper Nicki Minaj. De single staat op Minajs derde studioalbum The Pinkprint en ze wordt bijgestaan door Drake, Lil Wayne en Chris Brown. De productie van de single is van Dr. Luke.

## Uitgave
Nicki Minaj plaatste twee dagen voor de uitgave van de single een foto op Instagram, waarin ze vermeldde dat dit de derde single voor haar aankomende album werd.

## Liveoptredens
Minaj trad op 6 december 2014 voor het eerst op met "Only" bij Saturday Night Live.